# Peniophora bicornis
Peniophora bicornis är en svampart som beskrevs av Hjortstam & Ryvarden 1984. Peniophora bicornis ingår i släktet Peniophora och familjen Peniophoraceae.   Inga underarter finns listade i Catalogue of Life.